# Vezírův most (Podgorica)

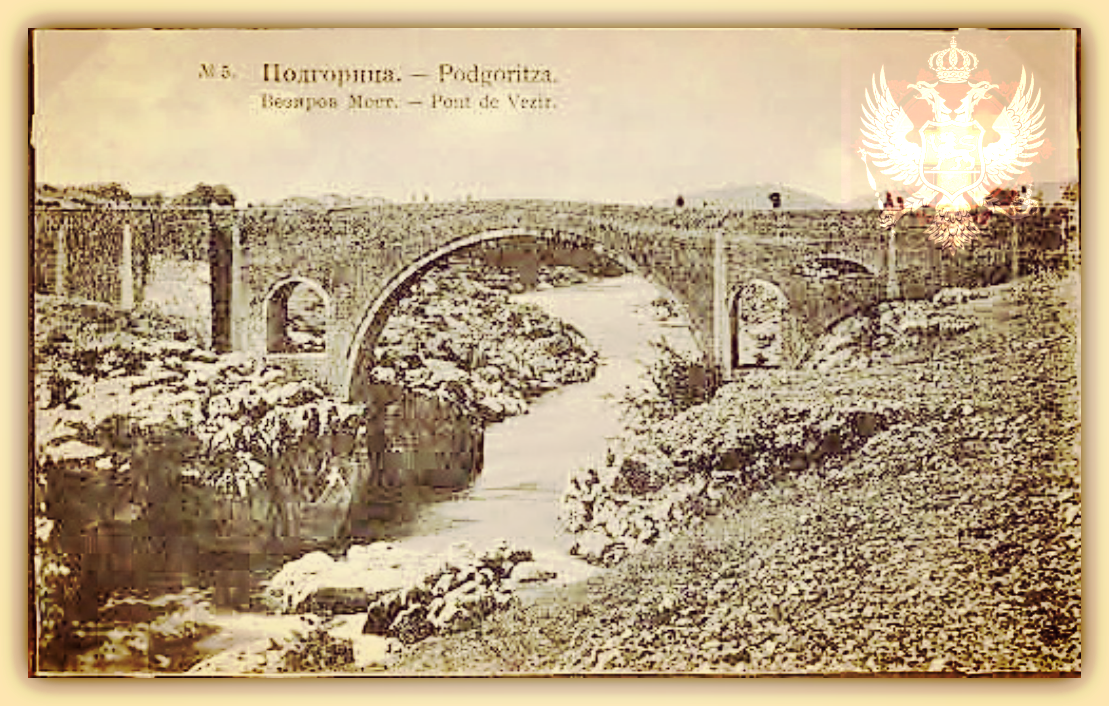
Most na staré fotografii.

Vezírův most (srbochorvatsky Vezirov most/Везиров мост) byl kamenný most vybudovaný během období nadvlády Osmanské říše v blízkosti černohorského hlavního města Podgorica. Most byl zničen v závěru druhé světové války a do dnešní doby se nedochoval. Na jeho místě dnes stojí most moderní, zbudovaný z betonu.
Most byl nejspíše vybudován z rozhodnutí tehdejšího velkého vezíra Mehmeda-paši Sokoloviće v 16. století. Ve své době se jednalo o jediný kamenný most přes řeku Moraču, který stál v místě dnešní Podgorici. Své unikátní postavení měl až do vzniku ocelového mostu dokončeného roku 1938. Most měl jeden velký oblouk a několik menších bočních. Původně se na obou stranách mostu nacházely strážní věže, které bránily město od vstupu útočníků, ať už cizích armád, tak i znepřátelených černohorských kmenů. Po připojení Podgorici k Černé Hoře po Berlínském kongresu byl obnoven. Roku 1906 přestál ničivou povodeň. Konec mu nakonec přivodila až druhá světová válka, kdy jej ustupující německá armáda podminovala.